# Stanisław Rakoczy (ur. 1958)
Stanisław Rakoczy (ur. 13 października 1958 w Biadaczu) – polski polityk i samorządowiec, w latach 2007–2011 poseł na Sejm Rzeczypospolitej Polskiej, w latach 2011–2015 podsekretarz stanu w Ministerstwie Spraw Wewnętrznych.

## Życiorys
Ukończył studia na Akademii Rolniczej we Wrocławiu oraz podyplomowe studia w zakresie kierowania i zarządzania w administracji rządowej i samorządowej. Od 1982 do 1989 pełnił funkcję kierownika wydziału komitetu wojewódzkiego Zjednoczonego Stronnictwa Ludowego. W okresie 1990–1992 uczył biologii, chemii i fizyki w szkole podstawowej w Biadaczu.
W III RP działacz Polskiego Stronnictwa Ludowego, w latach 2004–2021 był prezesem zarządu wojewódzkiego PSL w województwie opolskim. W 2015 został skarbnikiem partii, a w 2022 powołany na krajowego rzecznika dyscyplinarnego PSL.
W latach 1994–1998 był przewodniczącym rady miejskiej w Kluczborku, zaś w latach 1999–2006 sprawował funkcję starosty powiatu kluczborskiego. W 2004 zasiadł w Komitecie Regionów UE. W wyborach samorządowych w 2006 uzyskał mandat radnego powiatu kluczborskiego, z której to funkcji zrezygnował, obejmując stanowisko wicemarszałka województwa opolskiego, odpowiedzialnego za kulturę, edukację i sprawy społeczne. Kandydował bez powodzenia do Sejmu w 1997, 2001 i 2005. W wyborach parlamentarnych w 2007 został wybrany na posła VI kadencji. Startował w okręgu opolskim, uzyskując 7146 głosów. Był m.in. przewodniczącym Komisji do Spraw Unii Europejskiej oraz rotacyjnym przewodniczącym Komisji do Spraw Służb Specjalnych. W 2008 zasiadł w Naczelnym Komitecie Wykonawczym PSL. W 2009 bez powodzenia kandydował do Parlamentu Europejskiego, a w 2011 nie uzyskał reelekcji w wyborach krajowych.
28 listopada 2011 został powołany na stanowisko podsekretarza stanu w Ministerstwie Spraw Wewnętrznych. W 2014 ponownie bezskutecznie startował do Europarlamentu. W tym samym roku uzyskał natomiast mandat radnego sejmiku opolskiego. W 2015 ponownie ubiegał się bez powodzenia o mandat poselski z ramienia PSL, a w 2016 został powołany na wicemarszałka w zarządzie województwa opolskiego. W 2018, po kolejnych wyborach samorządowych (w których nie uzyskał reelekcji do sejmiku), został członkiem zarządu województwa. W 2019 po raz kolejny wystartował z listy PSL do Sejmu, nie uzyskując mandatu. W 2020 zakończył pełnienie funkcji członka zarządu województwa. W 2023 startował do niższej izby polskiego parlamentu z ramienia współtworzonej przez ludowców Trzeciej Drogi, nie uzyskując mandatu.

## Odznaczenia
W 2003 otrzymał Złoty Krzyż Zasługi. W 2015 został odznaczony Odznaką Honorową za Zasługi dla Samorządu Terytorialnego.